# Leopold Auer (Musiker)

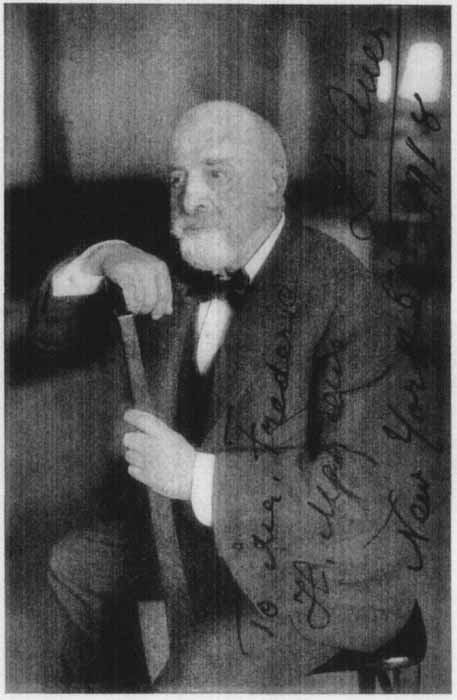
Leopold Auer

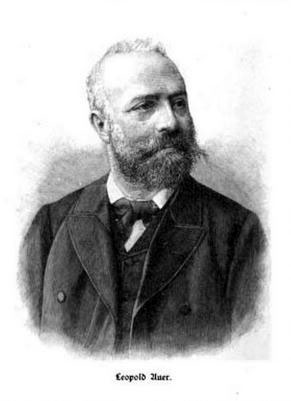
Leopold Auer

Leopold Auer, ab 1895 auch Leopold von Auer (* 7. Juni 1845 in Veszprém, Ungarn, Kaisertum Österreich; † 15. Juli 1930 in Dresden) war ein Violinist, Violinpädagoge und Dirigent.

## Leben
Leopold Auer begann mit fünf Jahren Geige zu spielen und wurde mit acht in das Konservatorium von Budapest aufgenommen, wo er drei Jahre lang Schüler von Dávid Ridley-Kohne war. 1855 hatte er mit dem Mendelssohn-Konzert seinen ersten öffentlichen Auftritt. Im folgenden Jahr wurde Auer nach Wien geschickt, wo er am Konservatorium bei Jakob Dont studierte, ebenso wie Kammermusik bei Joseph Hellmesberger senior. Als Laureat des Konservatoriums ging er 1861 nach Paris, wo er in die Klasse von Jean-Delphin Alard aufgenommen wurde. Aber erst durch sein zweijähriges Studium bei Joseph Joachim in Hannover eröffnete sich ihm eine neue Welt. Mit 19 Jahren wurde Auer Solo-Violinist beim Orchester in Düsseldorf (1864–65), und danach in Hamburg (1866–67). 1868 spielte er in London mit Anton Rubinstein und dem Cellisten Alfredo Piatti Beethovens „Erzherzog“-Klaviertrio B-Dur op. 97.
Empfohlen von Rubinstein trat er die Nachfolge von Henryk Wieniawski am Sankt Petersburger Konservatorium an, wo er von 1868 bis 1917 Lehrer war. Zu seinen Schülern zählen u. a. Mischa Elman, Jascha Heifetz, Nathan Milstein, Emil Młynarski, Toscha Seidel und Efrem Zimbalist. Pjotr Iljitsch Tschaikowski widmete ihm sein Violinkonzert, welches Auer anfänglich für unspielbar hielt, sowie seine Serenade melancholique op. 26 b-Moll von 1875. Als Violinist am Zarenhof hatte er gleichzeitig einen bedeutenden Einfluss auf das russische Musikleben am Ende des 19. Jahrhunderts, sei es als Solist oder Orchesterleiter. 1895 wurde Auer als Soloviolinist des Zaren geadelt und 1903 zum wirklichen russischen Staatsrat ernannt. Ab 1906 unterrichtete Auer auch in London, dann in Dresden und in Norwegen. In Dresden gehörte von 1908 bis 1910 Georges Boulanger zu seinen Schülern.
Relevant für die Entwicklung der Bogentechnik ist der von Auer propagierte Petersburger Bogengriff, bei dem der Zeigefinger im proximalen Interphalangeal-Gelenk (ursprünglich sogar in der Nähe des Handwurzelgelenks) auf der Bogenstange positioniert wird.
Im Mai 1917, am Vorabend der Oktoberrevolution verließ er Russland und im Februar 1918 wanderte er in die USA aus. Mit 73 Jahren baute er sich eine neue Existenz auf. Hier traf er auf seine ehemaligen Schüler Efrem Zimbalist, Mischa Elman und Jascha Heifetz, die vor ihm ausgewandert waren. Auer gab sein erstes Konzert im Mai 1918 in New York. Er unterrichtete zuerst am Institute of Musical Art in New York (heute Juilliard School) und ab 1928 am Curtis Institute of Music in Philadelphia, wo er Nachfolger von Carl Flesch wurde. 1926 erhielt er die amerikanische Staatsbürgerschaft. Er war ein überaus erfolgreicher Konzertvirtuose und Dirigent.
Er schrieb nur wenige Werke für die Violine. Am bekanntesten ist seine "Ungarische Rhapsodie" für Violine und Klavier, sowie seine Kadenzen für die Violinkonzerte von Beethoven und Brahms. Ein nicht nur historisch, sondern auch heute noch praktisch wertvolles geigenpädagogisches Vermächtnis hinterließ er zusammen mit autobiographischen Notizen in dem Büchlein Violin playing as I teach it.
Größtenteils unbekannt, aber als pädagogisch sehr wertvoll ist seine Violinschule Graded Course of Violin Playing in acht Bänden anzusehen. Die Schule ist einzigartig in Umfang und in ihrem Anspruch auf Vollständigkeit der Ausleuchtung aller geigerischen Aspekte vom Anfängerniveau bis zum virtuosen Stadium eines angehenden Konzertgeigers.
Auer starb im Dresdner Stadtteil Loschwitz, wurde aber in New York beigesetzt.
Er besaß eine Stradivari zugeschriebene Geige von 1691, die nach ihm benannte „Auer“, sowie weitere, Cremoneser Familien zugeschriebenen Instrumente, so die „Hill“ (1690), die „Bang“ (1694) sowie die „Russe“ (1700).

## Werke

### Kompositionen
- Albumblatt (1861)[3]
- Tarantelle de concert für Violine und Orchester op. 2 (1874)
- Reverie für Violine und Orchester op. 3 (1873)
- Romanze F-Dur für Violine und Orchester op. 4 (1873)
- Rhapsodie hongroise für Violine und Orchester op. 5 (1880)
- 12 Characteristic Preludes, op. 9
- Deuxième Reverie für Violine und Orchester (1901)
- Kadenz zum 1. Satz des Violinkonzerts von Ludwig van Beethoven
- Kadenz zum 1. Satz des Violinkonzert von Johannes Brahms
- mit Gustav Saenger: Graded Course of Violin Playing. 8 Bände (1926)

### Schriften
- Violin Playing as I Teach It. Philadelphia 1921, archive.org.
- My Long Life in Music. New York 1923, archive.org.
- Violin Master Works and their Interpretation. New York 1925, HathiTrust.